# Diplodonta intermedia
Diplodonta intermedia is een tweekleppigensoort uit de familie van de Ungulinidae. De wetenschappelijke naam van de soort is voor het eerst geldig gepubliceerd in 1859 door Biondi.